# Chiococceae
Chiococceae, tribus broćevki, dio potporodice Cinchonoideae. Postoji 30 rodova poglavito u tropskoj i suptropskoj Americi, a neke vrste pronađene su i na Filipinima, Novoj Kaledoniji i zapadnom Pacifiku

## Rodovi
1. Badusa A. Gray (3 spp.)
2. Bikkia Reinw. ex Blume (11 spp.)
3. Catesbaea L. (18 spp.)
4. Ceratopyxis Hook. fil. (1 sp.)
5. Chiococca P. Browne (26 spp.)
6. Coutaportla Urb. (3 spp.)
7. Coutareopsis Paudyal & Delprete (3 spp.)
8. Cubanola Aiello (2 spp.)
9. Eosanthe Urb. (1 sp.)
10. Erithalis P. Browne (9 spp.)
11. Exostema (Pers) Rich. ex Humb. & Bonpl. (14 spp.)
12. Hintonia Bullock (3 spp.)
13. Isidorea A. Rich. ex DC. (17 spp.)
14. Motleyothamnus Paudyal & Delprete (1 sp.)
15. Nernstia Urb. (1 sp.)
16. Osa Aiello (1 sp.)
17. Phialanthus Griseb. (22 spp.)
18. Placocarpa Hook. fil. (1 sp.)
19. Portlandia P. Browne (6 spp.)
20. Ramonadoxa Paudyal & Delprete (1 sp.)
21. Salzmannia DC. (4 spp.)
22. Schmidtottia Urb. (16 spp.)
23. Scolosanthus Vahl (27 spp.)
24. Shaferocharis Urb. (3 spp.)
25. Siemensia Urb. (1 sp.)
26. Solenandra Hook. fil. (20 spp.)
27. Thiollierea Montrouz. (18 spp.)
28. Thogsennia Aiello (1 sp.)